# Toma Lá Disco
A cooperativa Toma Lá Disco foi fundada em 1975, tornando-se a primeira editora discográfica independente portuguesa. Carlos Mendes, Fernando Tordo, Paulo de Carvalho, José Carlos Ary dos Santos,Joaquim Pessoa e Luís Villas-Boas eram cooperantes e fundadores da cooperativa.
O primeiro disco foi "Feito Cá Para Nós" de Fernando Tordo. Na editora foram editados discos como "Operários de Natal", "Canções de Ex-cravo e Maldizer" (de Carlos Mendes), entre outros.